# L-galattonolattone ossidasi
La L-galattonolattone ossidasi è un enzima appartenente alla classe delle ossidoreduttasi, che catalizza la seguente reazione:
L-galattono-1,4-lattone + O2 ⇄ L-ascorbato + H2O2
L'enzima è una flavoproteina. Agisce sugli 1,4-lattoni degli acidi L-galattonico, D-altronico, L-fuconico, D-arabinico e D-treonico; non è identica alla L-gulonolattone ossidasi (numero EC 1.1.3.8). L'enzima catalizza una reazione simile a quella dell'L-galattonolattone deidrogenasi, che però usa come accettore di elettroni un ferrocitocromo al posto dell'ossigeno.